# Řád národního hrdiny (Jamajka)
Řád národního hrdiny (anglicky Order of National Hero) je nejvyšší státní vyznamenání Jamajky. Založen byl roku 1969 a udílen je pouze občanům Jamajky za mimořádné služby.

## Historie a pravidla udílení
Řád byl založen roku 1969 a je nejvyšším z jamajských státních vyznamenání. Zákon National Honours and Awards Act z roku 1969 nejen řád založil, ale také určil tři první příjemce řádu. Byli jimi Paul Bogle, George William Gordon a Marcus Garvey. Udílen je občanům Jamajky za jejich mimořádné služby státu. Nositelé mohou nosit řádové insignie a používat oslovení před jménem The Right Excellent a titul za jménem National Hero of Jamaica. Vyznamenání lze udělit při odchodu příjemce z aktivního veřejného života či posmrtně. Tradičně jsou vyznamenaní také poctěni hrobkou či památníkem v Parku národních hrdinů (National Heroes Park) v Kingstononu.

## Insignie
Řádový odznak má tvar čtrnácticípé zlaté hvězdy s bílé smaltovanými cípy zakončenými kuličkami. Uprostřed je kulatý medailon se zlatým státním znakem Jamajky na černě smaltovaném pozadí. Okolo medailonu je zeleně smaltovaný kruh se zlatým nápisem HE BUILT A CITY WHICH HATH FOUNDATIONS.
Stuha, na které je odznak nošen kolem krku, je vyrobena z hedvábí a sestává ze třech stejně širokých pruhů v barvě černé, žluté a zelené, jež tak odpovídá barvám státní vlajky. K řádu náleží také velká stuha nošená spadající z pravého ramene na protilehlý bok. Tato stuha sestává ze zeleného pruhu uprostřed, na který navazují z obou stran úzké černé proužky a široké žluté pruhy lemující oba okraje.